# Monte Ossa
Il monte Ossa (in greco Κίσσαβος?, Kissavos) è una montagna alta 1978 metri situata nella prefettura di Larissa, tra il monte Pelio e il monte Olimpo, dal quale è separata dalla valle di Tempe.
Viene considerato il luogo di origine dei Centauri.

Nella mitologia greca i giganti Oto e Efialte tentarono di scalare l'Olimpo e per farlo misero uno sopra l'altro il Pelio e l'Ossa.

Su questo monte era collocato il luogo di culto e venerazione del dio Pheme (Fama nella mitologia romana).